# Drepanogynis subochrea
Drepanogynis subochrea är en fjärilsart som beskrevs av Louis Beethoven Prout 1917. Drepanogynis subochrea ingår i släktet Drepanogynis och familjen mätare. Inga underarter finns listade i Catalogue of Life.